# Castell de la Sentiu
El castell de la Sentiu és un castell del municipi de la Sentiu de Sió (Noguera) declarat bé cultural d'interès nacional.
D'origen islàmic, estava ubicat al cim del turó que domina la població on actualment s'alça l'església parroquial de Sant Miquel, bastida a mitjan segle xviii.

## Història
Possiblement el lloc fou conquerit a finals del segle xi pel comte d'Urgell Ermengol IV, però el lloc no va ser definitivament repoblat fins al 1143 quan Ermengol VI i la seva esposa Elvira el van cedir a Pere i Arnau Bernat perquè el restauressin. Del 1166 es té notícia que Rossa de Tarabau, la seva filla Anglesa i Ramon, fill d'aquesta darrera, van fer donació a Arnau de la Guàrdia i a la seva dona Ermessinda del «kastrum de la Sentiz», però especificaven que la donació no es faria efectiva fins a la mort de Rossa de Tarabau. El 1167, pel testament d'Ermengol VII d'Urgell se sap que aquest comte va llegar a la canònica de Santa Maria d'Urgell la meitat del delme que li era propi «in castro Sentid». Va ser aquest mateix comte qui el 1171 va empenyorar al bisbe d'Urgell, Arnau de Preixens, i als canonges de la Seu, la meitat dels delmes d'aquest castell fins que el bisbe i els canonges haguessin recuperat un calze d'or amb pedres precioses i un vas d'argent que li havien prestat mitjançant un document de l'any 1160. El 1177, Pere de Meià, la seva esposa Vilana i llurs fills Pere, Guillem, Bernat i Guillema van fer donació a la seva filla Ermengarda i al seu marit Ramon de Castelló de tots els drets que posseïen «in castro de Sentid», excepte el forn i la dominicatura.

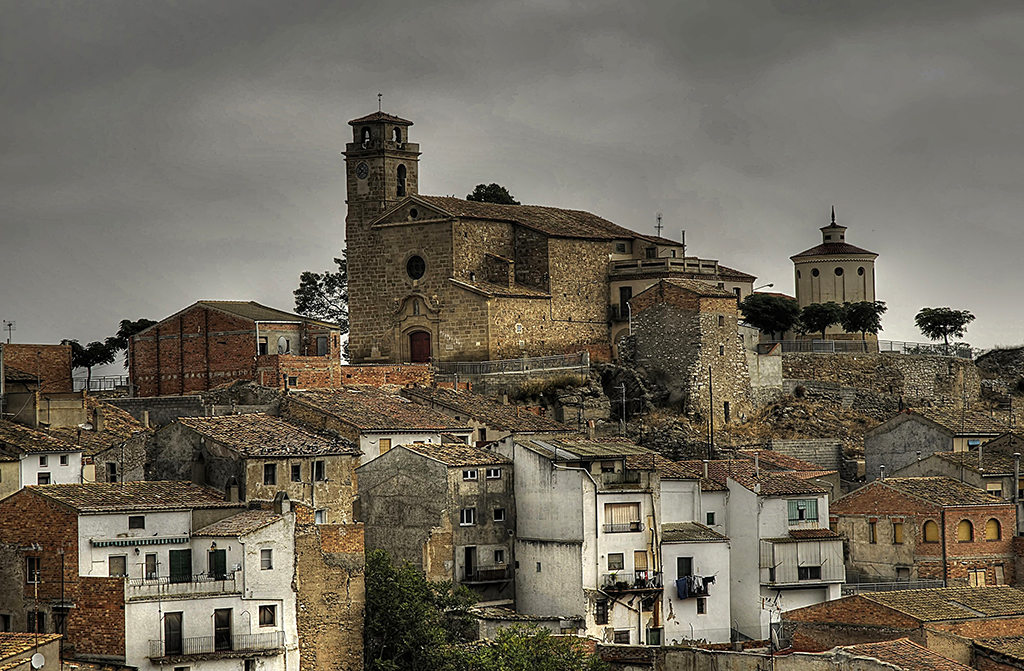
La Sentiu de Sió. Al punt més alt, l'església de Sant Miquel (2002)

Les referències a aquest castell desapareixen fins al segle xvi, quan la fortalesa de la Sentiu es convertí en el centre de la jurisdicció senyorial de la baronia de la Sentiu, que pertanyia als Meià. Després va passar als Gilabert i, successivament, als Lanuza i als Rabassa de Perellós, marquesos de Dosaigües. (Marquesat de Dosaigües).
En el cadastre de 1716 es referenciava que el castell estava derruït i l'església (dins del recinte castral) en un estat de conservació molt lamentable. El poble de la Sentiu feu una petició a la Reial Audiència per demanar la construcció d'una nova església, petició que fou atesa a finals del segle xviii. El 22 de juny de 1796 se signà un acord entre el Comú de poble i els seus consenyors jurisdiccionals, els Lanuza i els Rocabruna, per tal de cedir la torre quasi derruïda de l'antic castell amb tot l'espai que ocupava i procedir a la reedificació de l'església parroquial.

## Arquitectura
El castell de la Sentiu estava ubicat al cim del turó que domina la població. Al seu voltant s'estenia la vila closa, que ocupava l'àrea entre els actuals carrers de l'Obaga, al nord, i de la Solana, al sud. Del castell i d'aquest recinte emmurallat en queden alguns vestigis visibles en els murs l'església parroquial de Sant Miquel i al carrer de l'Obaga, sense perjudici que en el subsòl i en les mitgeres dels habitatges actuals hi puguin existir altres restes.

### El castell
Del castell és visible un pany de mur a la part baixa de la façana nord de l'església de Sant Miquel. Es tracta d'un mur d'aparell de carreus escairats no gaire regulars, lligats amb abundant morter de calç i en el qual es conserven tres finestres rectangulars, fetes pel procediment de deixar espai entre els carreus, dues d'elles a una alçada més baixa i la tercera en una posició superior. Aquest mur, que no es coneix a quina part de la fortificació podria correspondre, fou aprofitat a finals del segle xviii per bastir-hi la nova església parroquial, que havia de substituir l'antiga, romànica, ubicada dins l'àmbit del castell i en mal estat de conservació, segons informa el cadastre de 1716.

### La vila closa
Al nord de la plataforma on s'alça l'església, al cantó nord del carrer de l'Obaga, es conserva part d'una de les portes d'entrada a la vila closa. Es tracta de dues torres semicirculars, d'uns tres metres de radi, amb uns quatre metres de separació entre elles i fetes amb aparell de carreuons desbastats de forma aproximadament rectangular, disposats en filades horitzontals i lligats amb morter de calç. En el mateix carrer de l'Obaga, uns 40 metres a l'oest d'aquest portal hi ha, al cantó sud del carrer, l'anomenat portell. Consisteix en una arcada de mig punt de dovelles que comunica amb una obertura al carrer de l'Església, també de mig punt i de dovelles però actualment arrebossada. A l'espai interior entre aquestes dues arcades, d'uns set metres de longitud, s'obren dues portes d'arc de mig punt que donen accés als actuals habitatges. Aquest espai es troba cobert amb un embigat de fusta i es considera que originalment devia ser un pas entre la ciutadella del castell i la vila closa pròpiament.